# نیویورک شاد
نیویورک شاد (لهستانی: Szczęśliwego Nowego Jorku) یک فیلم در ژانر کمدی-درام به کارگردانی یانوش زائورسکی است که در سال ۱۹۹۷ منتشر شد.